# Morlacchi
I Morlacchi (in croato Morlaci, in greco Μαυροβλάχοι?, in romeno Morlaci) sono una popolazione appartenente al gruppo dei Valacchi che vive nelle Alpi Dinariche.

## Storia
Il nome Morlacchi potrebbe derivare da Mauro-Vlachs o Mavrovlachi (in latino Nigri Latini), che significa "Valacchi Neri", dove per "neri" si intendeva probabilmente "del Nord", stante il fatto che in antico turco si utilizzava la medesima parola per indicare sia il colore nero che il nord, e che le fonti turche attestano ampiamente questo uso geografico dell'aggettivo in riferimento a popolazioni diverse dalle loro, comprese quelle morlacche-valacche, oppure dalla radice slava mor- significante il mare, ad indicare quindi i "valacchi prossimi al mare".

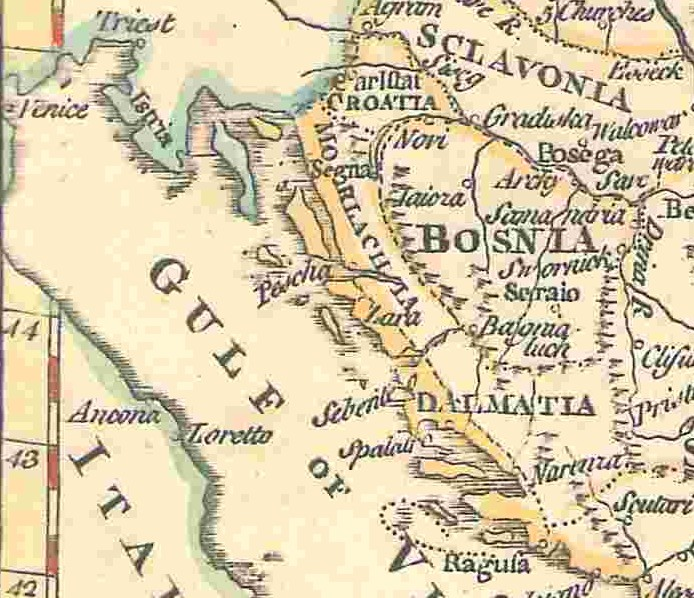
La Morlacchia nel XVII secolo

Dediti originariamente alla pastorizia, e quindi a migrazioni in cerca di nuovi pascoli, i morlacchi sono stati una delle ultime etnie seminomadi d'Europa.
Non si conosce l'origine certa dei Morlacchi, sebbene sia molto probabile che si siano originati dall'unione dei coloni romani (perlopiù legionari veterani cui venivano assegnati appezzamenti di terra) con le popolazioni locali (illiriche e celtiche) romanizzate.
Infatti le popolazioni neolatine – sopravvissute nelle Alpi Dinariche centrali alle invasioni barbariche – rimasero la maggioranza degli abitanti (detti comunemente Vlachs nelle lingue slave occidentali e meridionali) nelle vallate dinariche più interne e difficili da raggiungere per gli invasori, almeno fino all'anno mille. La loro completa slavizzazione avvenne con l'arrivo dei Turchi nei Balcani, quando gli slavi delle pianure, in fuga dagli Ottomani, risalirono verso le impervie zone abitate dai latini morlacchi. Molti di loro si convertirono all'Islam nel Seicento, e ora i loro discendenti sono una parte consistente dei cosiddetti Bosgnacchi.
Alberto Fortis, un letterato, naturalista e geologo italiano, ebbe modo di conoscere la più tarda cultura morlacca nel corso dei suoi viaggi di studio nella regione, e nella sua opera più nota Viaggio in Dalmazia, del 1774, ne descrive gli usi e costumi, riportando anche il testo di Hasanaginica, la ballata tradizionale dei Morlacchi. Il resoconto del Fortis fu presto tradotto in francese, inglese e tedesco e destò l'attenzione del pubblico europeo verso questo popolo fino ad allora semisconosciuto, che all'epoca risultava completamente slavizzato nel linguaggio.
I Morlacchi non sono stata l'unica popolazione di lingua oppure origine latina della regione balcanica: ad esempio i vicini Valacchi della Bosnia ed Erzegovina, talora definiti anche col termine "morlacchi", furono una popolazione vicina numericamente rilevante, detta dei Vlasi dalle popolazioni slave della regione: ancora oggi la regione a nord di Sarajevo si chiama Romanija, perché abitata nel medioevo da questi Vlasi di origine romana (che si chiamavano tra di loro "Romanj"): questa popolazione si trovava tuttavia più nell'entroterra rispetto a quella morlacca propriamente detta, diffusa invece in origine sulle montagne alle spalle della costa dalmata meridionale, a ridosso del confine veneto-ottomano.
Numerose fonti riferiscono che i Morlacchi fossero cristiani, sebbene parte cattolici e parte ortodossi. Le fonti più tarde, specie di ambito Veneto ed Austriaco, tendono ad usare l'etnonimo Morlacco/Valacco soprattutto in riferimento alla popolazione di religione ortodossa e di lingua slava frammista a quella cattolica, suggerendo la possibilità di confusione anche con gruppi etnici di diversa origine: ciò può spiegarsi con la tarda immigrazione, nelle aree pericostiere della Dalmazia ed Istria, di Morlacchi di rito greco dal sud dei balcani, e con la successiva identificazione e confusione, in tali aree, dell'origine etnica con la religione cristiana ortodossa.
Stando al censimento nazionale del 1991 condotto dal governo croato, solo 22 persone si sono dichiarate di etnia morlacca.
Dieci anni dopo, nel censimento nazionale croato del 2001 solo 3 cittadini di Castua si sono dichiarati morlacchi.

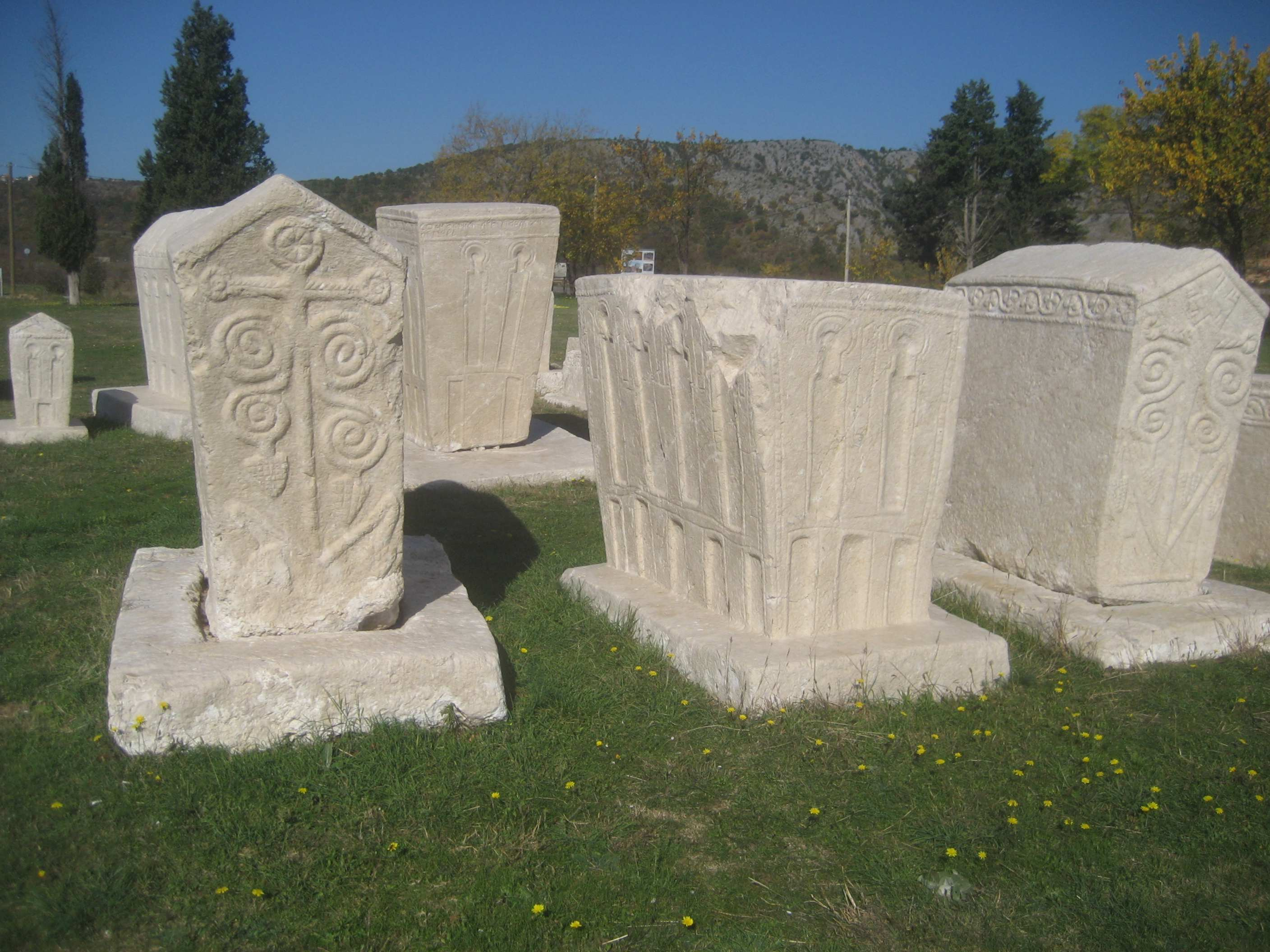
Pietre tombali monumentali risalenti al Medioevo creati dai Valacchi/Morlacchi